# Francisco Bravo
Francisco Bravo (* 20. Juni 1934 in Sinincay, Cuenca, Ecuador; † 2002) war ein ecuadorianischer Theologe, Philosoph, Philosophiehistoriker und Hochschullehrer.
Nach der Priesterweihe, einer Promotion in Theologie an der Universität Salamanca, Spanien, und einer Promotion in Philosophie an der Sorbonne absolvierte Bravo ein Post-doc-Studium an der Universität Oxford. Von 1972 an war er Professor für Philosophie an der Universidad Central de Venezuela.
Nach Arbeiten zu den Anhängern der Theologie Martin Luthers und zu Teilhard de Chardin arbeitete Bravo vor allem zu Platon, insbesondere zu dessen Theorie der Lust.

## Schriften (Auswahl)
- Las Ambigüedades del Placer. Ensayo sobre el placer en la filosofía de Platón. Academia Verlag, Sankt Augustin 2003; die portugiesische Übersetzung von Euclides Luiz Calloni: As ambiguidades do prazer. Ed. Paulus, Sao Paulo 2009.
- Estudios de Filosofía Griega. Comisión de Estudios de Postgrado, Universidad Central de Venezuela, Caracas 2001.
- Ética y Razón (Col. Pensamiento Filosófico). Monte Ávila Editores, Caracas 1989, zweite Auflage 1992.
- Teoría Platónica de la definición. Fondo Editorial de Humanidades y Educación, Caracas, Universidad Central de Venezuela 1985, zweite Auflage 2001.
- La vision de l’histoire chez Teilhard de Chardin. Les Éditions du Cerf, Paris, 1970. Die spanische Fassung: Editorial Nova Terra, Barcelona 1970.
- Christ in the Thought of Teilhard de Chardin. Übersetzung aus dem Spanischen von Cathryn B. Larme. University of Notre Dame Press, Notre Dame and London 1967.
- El sacerdocio común de los creyentes en la teología de Lutero. Editorial Eset, Vitoria, Spanien 1963.